# STI Group
Die STI Group ist ein Verpackungs- und Displayhersteller sowie Full-Service-Partner rund um die Warenpräsentation am Verkaufsort (PoS). Nach eigenen Angaben gehören 15 der 20 international beliebtesten Marken sowie führende Handelskonzerne und Agenturen zu den Kunden der STI Group. In Zusammenarbeit mit Markenherstellern, Designern und Entwicklern entwickelt das Unternehmen Produkte aus Karton und Wellpappe. Sitz des Unternehmens ist das osthessische Lauterbach. Die Gruppe verfügt über 7 Produktions-Standorte in 4 Ländern, zahlreiche Design- und Vertriebsbüros sowie Kooperationspartner auf der ganzen Welt. Damit besitzt die STI Group ein internationales Netzwerk zur Umsetzung globaler Kampagnen.
Die Unternehmensgruppe erwirtschaftete 2023 mit circa 2.000 Mitarbeitern einen Umsatz von rund 300 Mio. €.

## Geschichte
Die Anfänge liegen in einer Buchbinderei, die 1879 von Gustav Emil Stabernack in Offenbach am Main gegründet wurde. Zu Beginn des 20. Jahrhunderts nahm der Betrieb die industrielle Produktion von Kartonagenverpackungen auf und wurde im Jahr 1917 unter dem Namen Gustav Stabernack GmbH in eine GmbH umgewandelt. Bereits 1920 wurde ein erstes Zweigwerk in Pfungstadt errichtet, jedoch nach einigen Jahren aufgrund der schlechten wirtschaftlichen Verhältnisse wieder geschlossen.
1926 übergab Gustav Emil Stabernack die Leitung der Firma an seine Söhne Georg und Richard Stabernack. Das Unternehmen produzierte neben Feinkartonagen unter anderem Schuhkartons für die in Offenbach ansässige Lederwarenindustrie. Ab 1940 entwickelte man eine dampfbetriebene Kaschiermaschine zur Wellpappenherstellung. Während des Zweiten Weltkrieges wurde 1944 das Stammwerk in Offenbach bei einem schweren Luftangriff vollständig zerstört. Mit aus den Trümmern geretteten Maschinen wurde noch vor Kriegsende unter der Leitung von Richard Stabernack in einer Reithalle in Sickendorf bei Lauterbach im Vogelsberg die Produktion provisorisch wieder aufgenommen.
Die Gustav Stabernack GmbH kehrte nach dem Krieg nicht mehr an ihren Ursprungsort Offenbach zurück, sondern verlegte den Sitz nach Lauterbach, wo 1951 ein neues Hauptwerk gebaut wurde. In den 1950er Jahren entwickelte Stabernack die Kaschiertechnik, die erstmals die Produktion stabiler und gleichzeitig hochwertig bedruckter Wellpappverpackungen ermöglichte. In den 1960er Jahren begann die Firma als eine der ersten in Europa mit der Fertigung von Displays. 1958 erfolgte die Eröffnung des Zweigwerks in Freiensteinau. Ab 1964 wurden zwei weitere Werke in Fulda und in Grebenhain-Oberwald aufgebaut.
Im Jahr 1990 wurde das Familienunternehmen zwischen den Brüdern Wilhelm und Gustav Stabernack geteilt. Das bisherige Zweigwerk in Fulda wurde in die Fulda Verpackung & Display GmbH (Gustav Stabernack) überführt, die 2002 vom schwedischen Konzern SCA übernommen wurde. Seit 2012 gehört es dem britischen Verpackungsunternehmen DS Smith. Beide Unternehmen begannen in den 1990er Jahren eine nationale und internationale Expansion. Die Gustav Stabernack GmbH (Wilhelm Stabernack) in Lauterbach stieg in dieser Zeit u. a. durch die Übernahme der Schröter + Bake AG in Neutraubling und die Errichtung eines neuen Zweigwerks in Rumburk (Tschechien) zu einem der führenden europäischen Verpackungs- und Displayhersteller auf.
1998 wurde für die Unternehmensgruppe die neue Dachmarke STI (für: Service-Technology-International) eingeführt. Die bisherige Gustav Stabernack GmbH und ihre Tochtergesellschaften firmieren seither gemeinsam unter der einheitlichen Bezeichnung STI Group. Neben strategischen Partnerschaften mit außereuropäischen Display- und Verpackungsmittelherstellern entstand 2002 mit der STI Corrugated GmbH ein neues Wellpappenwerk in Alsfeld. 2007 übernahm die STI Group den ungarischen Faltschachtelhersteller Petõfi Nyomda Kft. in Kecskemét, 2009 die in Sydney (Australien) beheimatete Lilyfield Group als erste außereuropäische Produktionsstätte. Ebenfalls 2009 erfolgte die Eröffnung eines Standorts im polnischen Gdingen. 2009 übernahm die STI Group den Faltschachtelhersteller Schräder KG in Greven, 2010 die Line Packaging & Display Ltd. in Gillingham (Großbritannien).
Bedingt durch eine Neuausrichtung der Gruppe wurden Anfang 2014 die Standorte in Freiensteinau und Gdingen geschlossen. Das Werk in Australien wurde im gleichen Jahr an das Unternehmen Blue Star verkauft. In Großbritannien tritt das dortige Zweigunternehmen seit 2015 unter der Marke InContrast auf.
Im März 2019 verkündete die Eigentümerin, Kristina Stabernack, zunächst ihre Absicht zum Verkauf der Unternehmensgruppe, zog diese jedoch Anfang Dezember 2019 wieder zurück. Zum Jahresende 2020 wurde das Display-Werk in Grebenhain geschlossen. Die dortigen Aktivitäten wurden auf andere Standorte der STI Group verlagert. 2023 baute die STI Group eine neue Faltschachtelproduktion in Tschechien auf und erweiterte ihre Druckkapazitäten in Ungarn, um die strategische Ausrichtung im Packaging zu festigen.
Eigenen Angaben zufolge erhielt die STI Group mehr als 400 Auszeichnungen für herausragende Verpackungen und Displays sowie Unternehmenspreise. (Quelle: Lexikon der deutschen Familienunternehmen)

## Produktbereiche
Packaging
Als Verpackungshersteller liefert die STI Group nachhaltige Lösungen aus Karton und veredelter Wellpappe – von Kartonfaltschachteln, über Wellpapp-Verpackungen offsetkaschiert (chrowell), Wellpapp-Verpackungen flexobedruckt, Geschenkverpackungen, Transportverpackungen bis hin zu Etiketten. 
POS-Solutions
Die STI Group produziert warentragende und warenbegleitende Aufsteller aus Karton und veredelter Wellpappe – für den Einsatz im LEH, in Drogerien, Apotheken, Baumärkten und im Fachhandel.
Consulting & Services
Weitergehende Serviceleistungen sowie die Beratung runden das Angebotsportfolio im Bereich Verpackung und POS Lösungen ab. 
Consulting: Ideation, Prozessanalyse, abpacktechnische Beratung, Nachhaltigkeitsoptimierung, Supply Chain-Management.
Services: Grafikdesign, 3D-Design, Artwork, konstruktives Design, Druckvorstufe, Werkzeugbau, Inhouse-Labor, Kommissionierung und Co-Packing.